# Lars Hofgård
Lars Gunnar Hofgård, född 14 maj 1933 i Brännkyrka församling i Stockholm, är en svensk skådespelare och filmproducent. Han är gift med skådespelaren Birgitta Hålenius.

## Filmografi
Roller
- 1955 – Våld
- 1958 – Att vara ung
- 1994 – Den vite riddaren (TV-serie)

Producent
- 1965 – Kallejakten
- 1965 – Önskeblåbär

## Teater

### Regi (ej komplett)
| År   | Uppsättning  | Upphovsmän     | Teater         |
| ---- | ------------ | -------------- | -------------- |
| 1959 | Rika morbror | August Blanche | Munkbroteatern |